# Leichtathletik-Weltmeisterschaften 2001/Diskuswurf der Männer

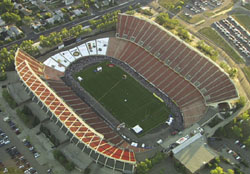
Das Commonwealth Stadium von Edmonton im Jahr 2005

Der Diskuswurf der Männer bei den Leichtathletik-Weltmeisterschaften 2001 wurde am 6. und 8. August 2001 im Commonwealth Stadium der kanadischen Stadt Edmonton ausgetragen.
In dieser Disziplin errangen die deutschen Diskuswerfer mit Gold und Bronze zwei Medaillen.

Lars Riedel, Rekordweltmeister in dieser Disziplin, stockte seine WM-Titelsammlung nach den Siegen von 1991 bis 1997 und der Bronzemedaille 1999 mit Titel Nummer sechs auf. Bei Olympischen Spielen hatte er 1996 Gold und 2000 Silber gewonnen. Außerdem war er amtierender Europameister.

Den zweiten Platz belegte der eigentliche Favorit Virgilijus Alekna aus Litauen, der im Vorjahr Olympiasieger geworden war. Darüber hinaus war er Vizeweltmeister von 1997 und EM-Dritter von 1998.

Überraschender Gewinner der Bronzemedaille wurde Michael Möllenbeck.

## Rekorde

### Bestehende Rekorde
| Weltrekord | 74,08 m | Jürgen Schult | Neubrandenburg, DDR (heute Deutschland) | 6. Juni 1986       |
| WM-Rekord  | 68,76 m | Lars Riedel   | WM 1995 in Göteborg, Schweden           | 11. September 1995 |

### Rekordverbesserung
Der deutsche Weltmeister Lars Riedel verbesserte seinen eigenen WM-Rekord im Finale am 8. August um 96 Zentimeter auf 69,72 m.

## Legende
Kurze Übersicht zur Bedeutung der Symbolik – so üblicherweise auch in sonstigen Veröffentlichungen verwendet:
| – | verzichtet |
| x | ungültig   |

## Qualifikation
26 Teilnehmer traten in zwei Gruppen zur Qualifikationsrunde an. Die Qualifikationsweite für den direkten Finaleinzug betrug 65,50 m. Zwei Athleten übertrafen diese Marke (hellblau unterlegt). Das Finalfeld wurde mit den zehn nächstplatzierten Sportlern auf zwölf Werfer aufgefüllt (hellgrün unterlegt). So mussten schließlich 61,85 m für die Finalteilnahme erbracht werden.

### Gruppe A

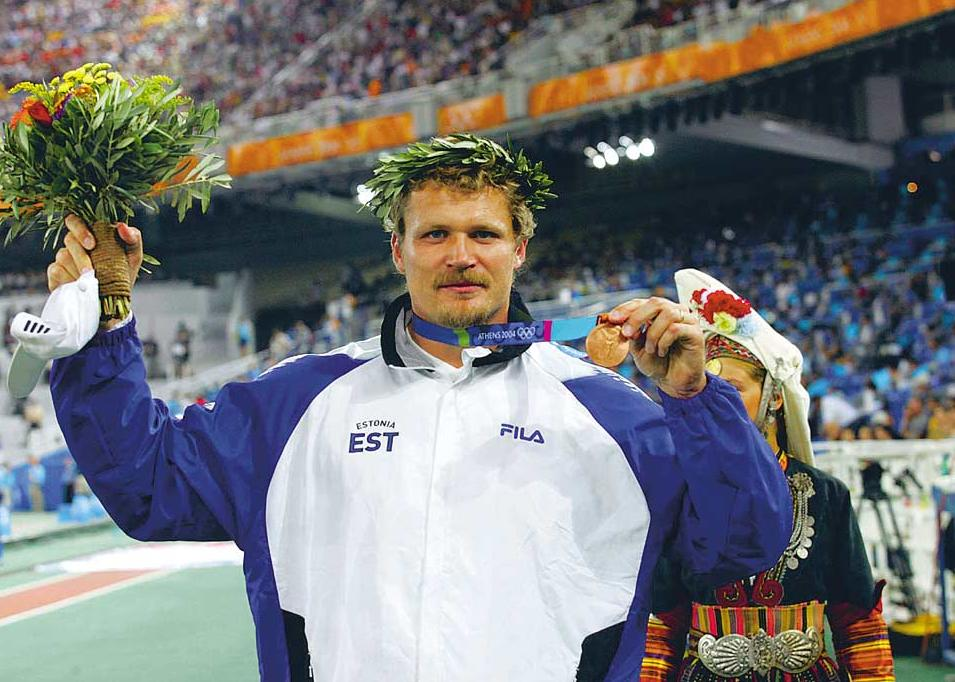
Aleksander Tammert – 61,04 m reichten nicht zur Finalteilnahme

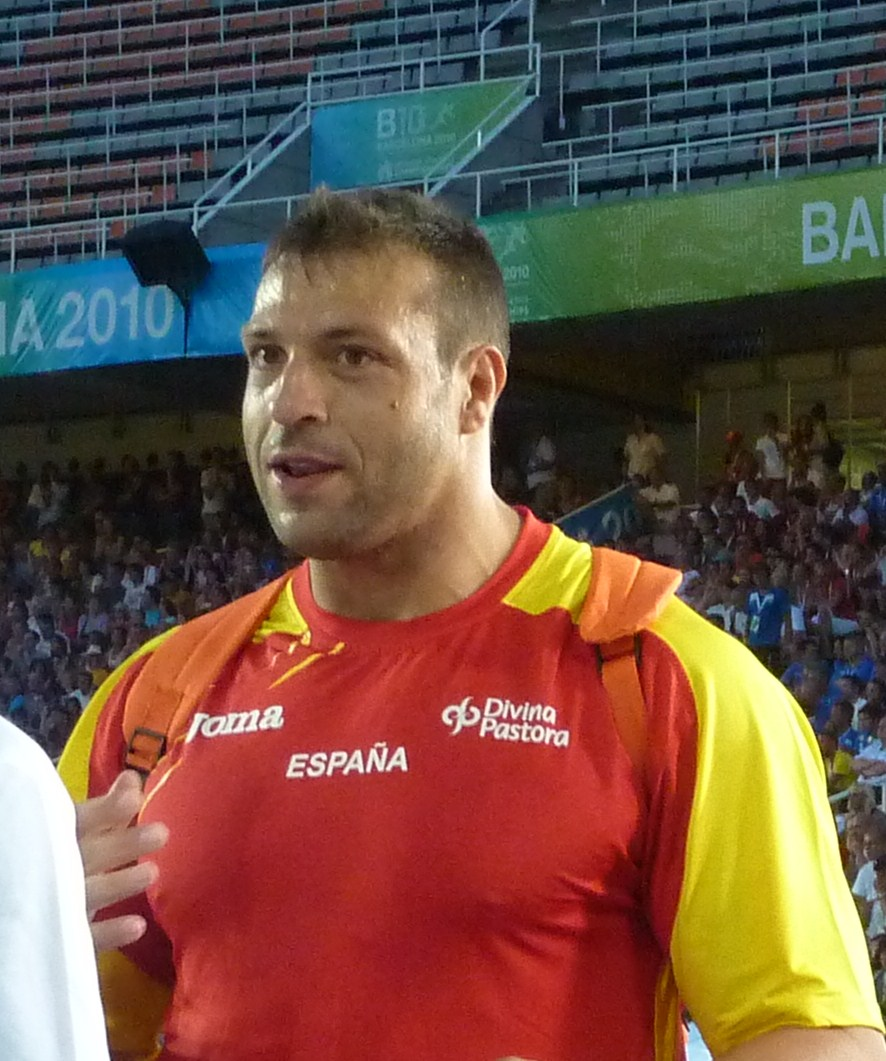
Mario Pestano war mit 56,58 m ohne Chance

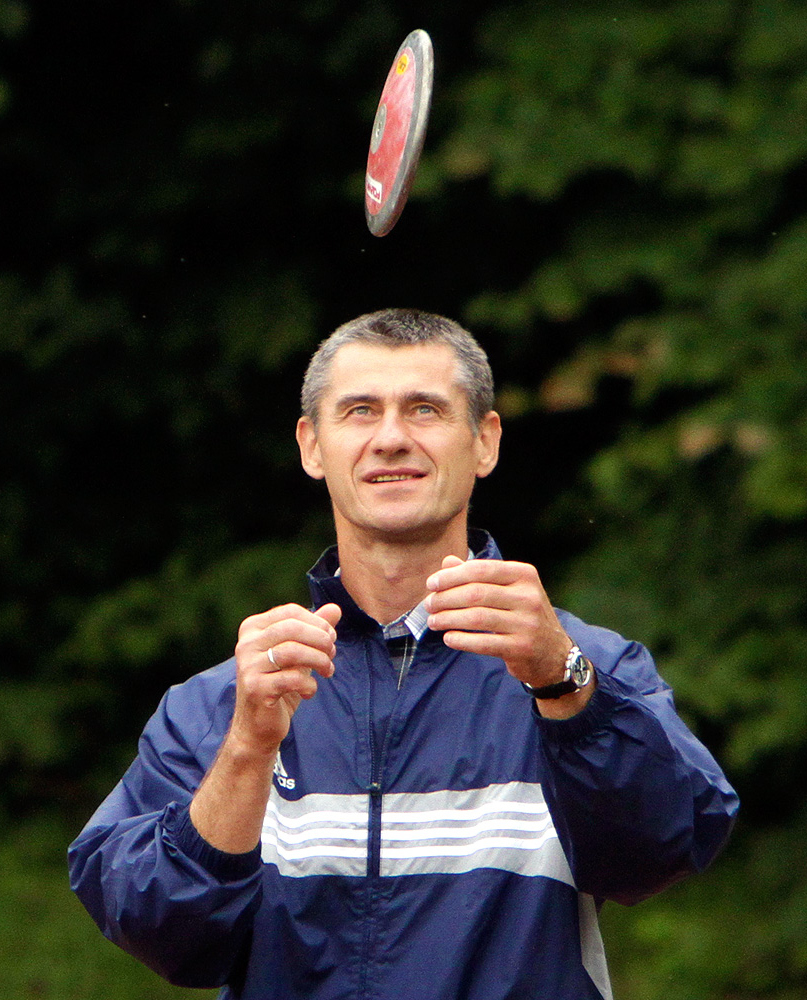
Romas Ubartas, 1992 Olympiasieger, und 1986 – damals noch für die Sowjetunion, scheiterte hier mit 61,49 m in der Qualifikation
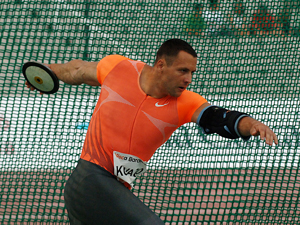
58,42 m waren deutlich zu wenig für Zoltán Kővágó, um im Finale dabei zu sein

6. August 2001, 9:00 Uhr
| Platz | Name                  | Nation         | Resultat (m) | 1. Versuch (m) | 2. Versuch (m) | 3. Versuch (m) |
| 1     | Wassil Kapzjuch       | Belarus        | 65,71        | 65,71          | –              | –              |
| 2     | Frantz Kruger         | Südafrika      | 64,79        | 63,91          | 64,79          | 64,59          |
| 3     | Jason Tunks           | Kanada         | 64,34        | x              | 64,34          | 63,14          |
| 4     | Timo Tompuri          | Finnland       | 63,34        | 61,33          | 58,70          | 63,34          |
| 5     | Michael Möllenbeck    | Deutschland    | 62,54        | x              | 61,13          | 62,54          |
| 6     | Einar Kristian Tveitå | Norwegen       | 61,85        | 60,86          | 61,85          | 58,38          |
| 7     | Romas Ubartas         | Litauen        | 61,49        | 58,44          | 61,49          | x              |
| 8     | Robert Weir           | Großbritannien | 61,05        | 61,05          | x              | x              |
| 9     | Jo Van Daele          | Belgien        | 60,19        | 57,92          | x              | 60,19          |
| 10    | Zoltán Kővágó         | Ungarn         | 58,42        | 48,26          | x              | 58,42          |
| 11    | John Godina           | USA            | 57,19        | x              | 57,19          | x              |
| 12    | Andy Bloom            | USA            | 56,32        | 56,32          | x              | x              |
| 13    | Marcelo Pugliese      | Argentinien    | 54,06        | x              | 54,06          | 52,75          |

### Gruppe B
6. August 2001, 10:45 Uhr
| Platz | Name                      | Nation      | Resultat (m) | 1. Versuch (m) | 2. Versuch (m) | 3. Versuch (m) |
| 1     | Lars Riedel               | Deutschland | 68,26        | 68,26          | –              | –              |
| 2     | Virgilijus Alekna         | Litauen     | 65,22        | 65,22          | –              | –              |
| 3     | Dmitri Schewtschenko      | Russland    | 64,55        | 64,55          | –              | –              |
| 4     | Roland Varga              | Ungarn      | 63,52        | 63,52          | 61,48          | 63,49          |
| 5     | Igor Primc                | Slowenien   | 62,60        | x              | 62,60          | 56,57          |
| 6     | Adam Setliff              | USA         | 62,25        | 62,25          | x              | 58,16          |
| 7     | Uladsimir Dubrouschtschyk | Belarus     | 61,73        | 61,73          | x              | 59,42          |
| 8     | Aleksander Tammert        | Estland     | 61,04        | 60,87          | x              | 61,04          |
| 9     | Ionel Oprea               | Rumänien    | 60,18        | 60,18          | 58,57          | 60,16          |
| 10    | Michael Lischka           | Deutschland | 59,94        | 58,36          | 59,94          | 57,16          |
| 11    | Mario Pestano             | Spanien     | 56,58        | 55,99          | x              | 56,58          |
| 12    | Rashid Shafi al-Dosari    | Katar       | 54,48        | x              | x              | 54,48          |
| 13    | Róbert Fazekas            | Ungarn      | 53,73        | x              | x              | 53,73          |

## Finale
8. August 2001, 20:00 Uhr
| Platz | Name                  | Nation      | Resultat (m) | 1. Versuch (m) | 2. Versuch (m) | 3. Versuch (m) | 4. Versuch (m)                         | 5. Versuch (m)                         | 6. Versuch (m)                         |
| 1     | Lars Riedel           | Deutschland | 69,72 CR     | 65,61          | 67,10          | 66,74          | 69,50                                  | 69,72                                  | 68,36                                  |
| 2     | Virgilijus Alekna     | Litauen     | 69,40        | 67,65          | x              | 69,40          | x                                      | 67,28                                  | x                                      |
| 3     | Michael Möllenbeck    | Deutschland | 67,61        | 67,61          | x              | 65,76          | 66,60                                  | 65,30                                  | 64,48                                  |
| 4     | Dmitri Schewtschenko  | Russland    | 67,57        | 63,21          | x              | 66,68          | 67,16                                  | 67,57                                  | 65,95                                  |
| 5     | Adam Setliff          | USA         | 66,55        | 66,55          | 66,49          | x              | x                                      | x                                      | x                                      |
| 6     | Wassil Kapzjuch       | Belarus     | 66,25        | 62,88          | 65,98          | 62,93          | 66,08                                  | 66,25                                  | 65,08                                  |
| 7     | Roland Varga          | Ungarn      | 65,86        | x              | 58,66          | 65,86          | 62,37                                  | 64,80                                  | x                                      |
| 8     | Frantz Kruger         | Südafrika   | 65,27        | 63,61          | 64,89          | x              | 65,27                                  | 62,24                                  | x                                      |
| 9     | Jason Tunks           | Kanada      | 63,79        | 63,79          | x              | x              | nicht im Finale der besten acht Werfer | nicht im Finale der besten acht Werfer | nicht im Finale der besten acht Werfer |
| 10    | Timo Tompuri          | Finnland    | 62,82        | 62,82          | 59,42          | x              | nicht im Finale der besten acht Werfer | nicht im Finale der besten acht Werfer | nicht im Finale der besten acht Werfer |
| 11    | Igor Primc            | Slowenien   | 62,36        | 62,36          | x              | 62,26          | nicht im Finale der besten acht Werfer | nicht im Finale der besten acht Werfer | nicht im Finale der besten acht Werfer |
| 12    | Einar Kristian Tveitå | Norwegen    | 59,11        | x              | 58,60          | 59,11          | nicht im Finale der besten acht Werfer | nicht im Finale der besten acht Werfer | nicht im Finale der besten acht Werfer |

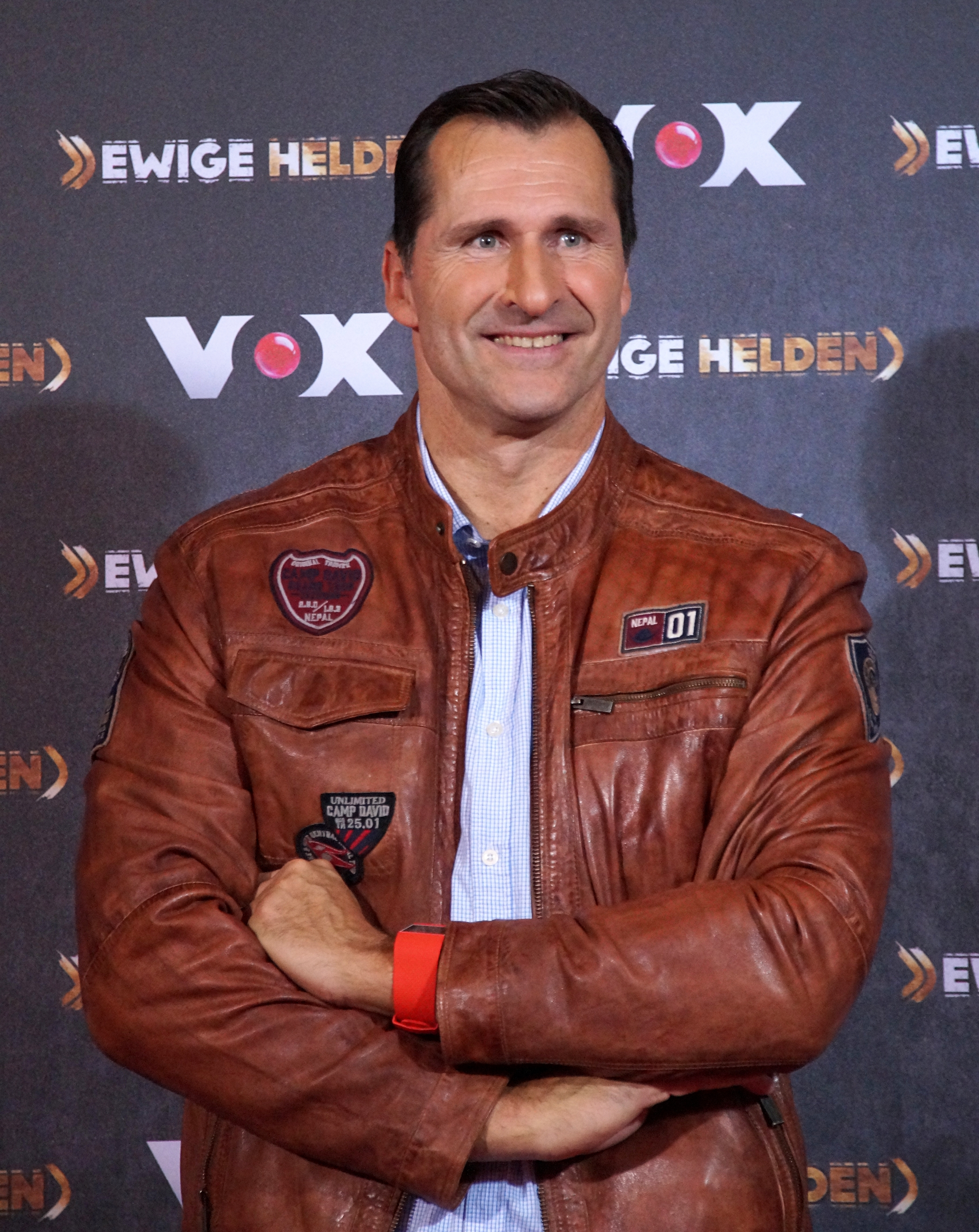
Lars Riedel errang seinen sechsten und letzten Weltmeistertitel, auch Olympiagold (1996) und EM-Gold (1998) hatte er in seiner Sammlung
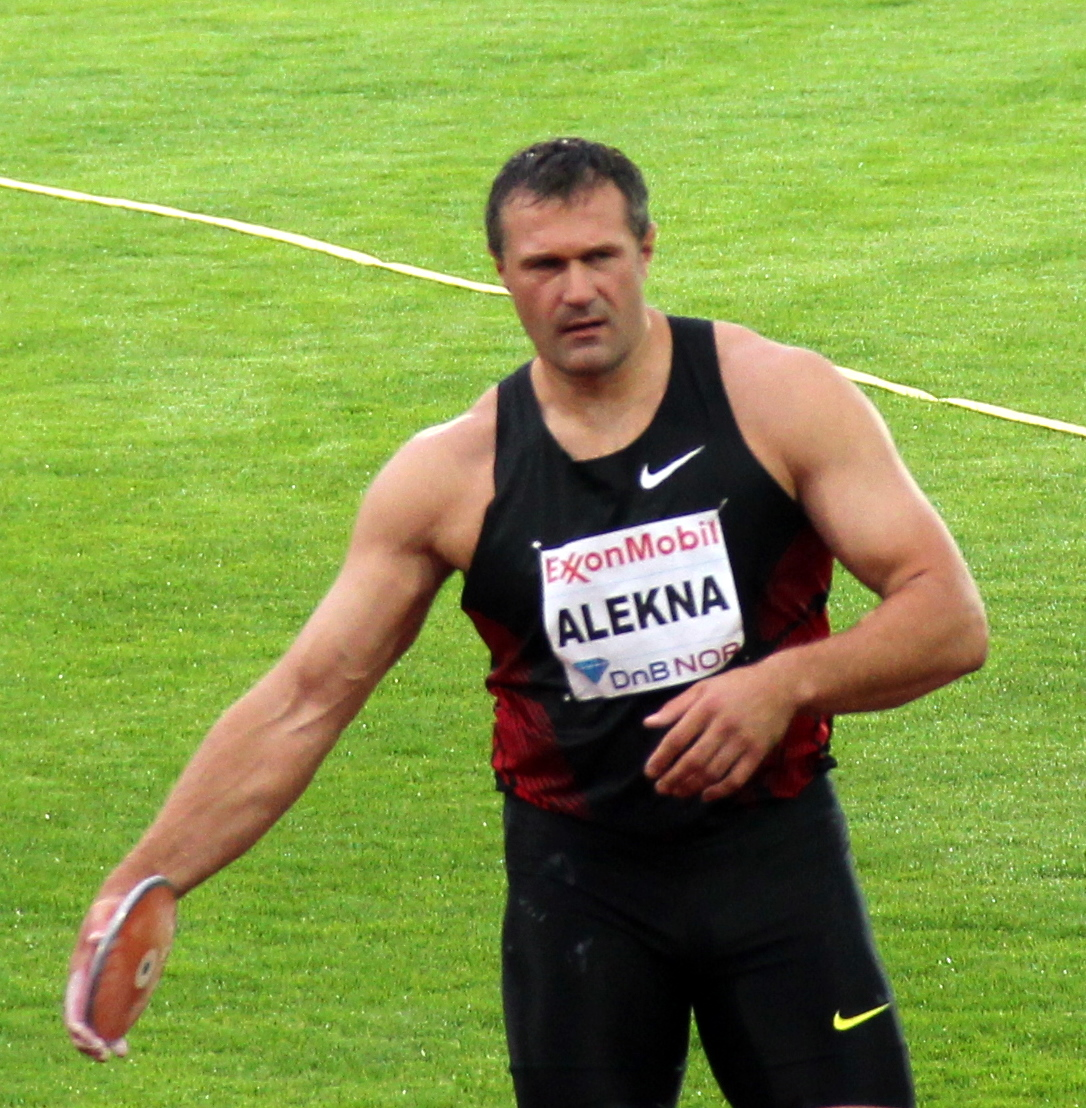
Der aktuelle Olympiasieger und EM-Dritte von 1998 Virgilijus Alekna wurde wie schon vor vier Jahren Vizeweltmeister
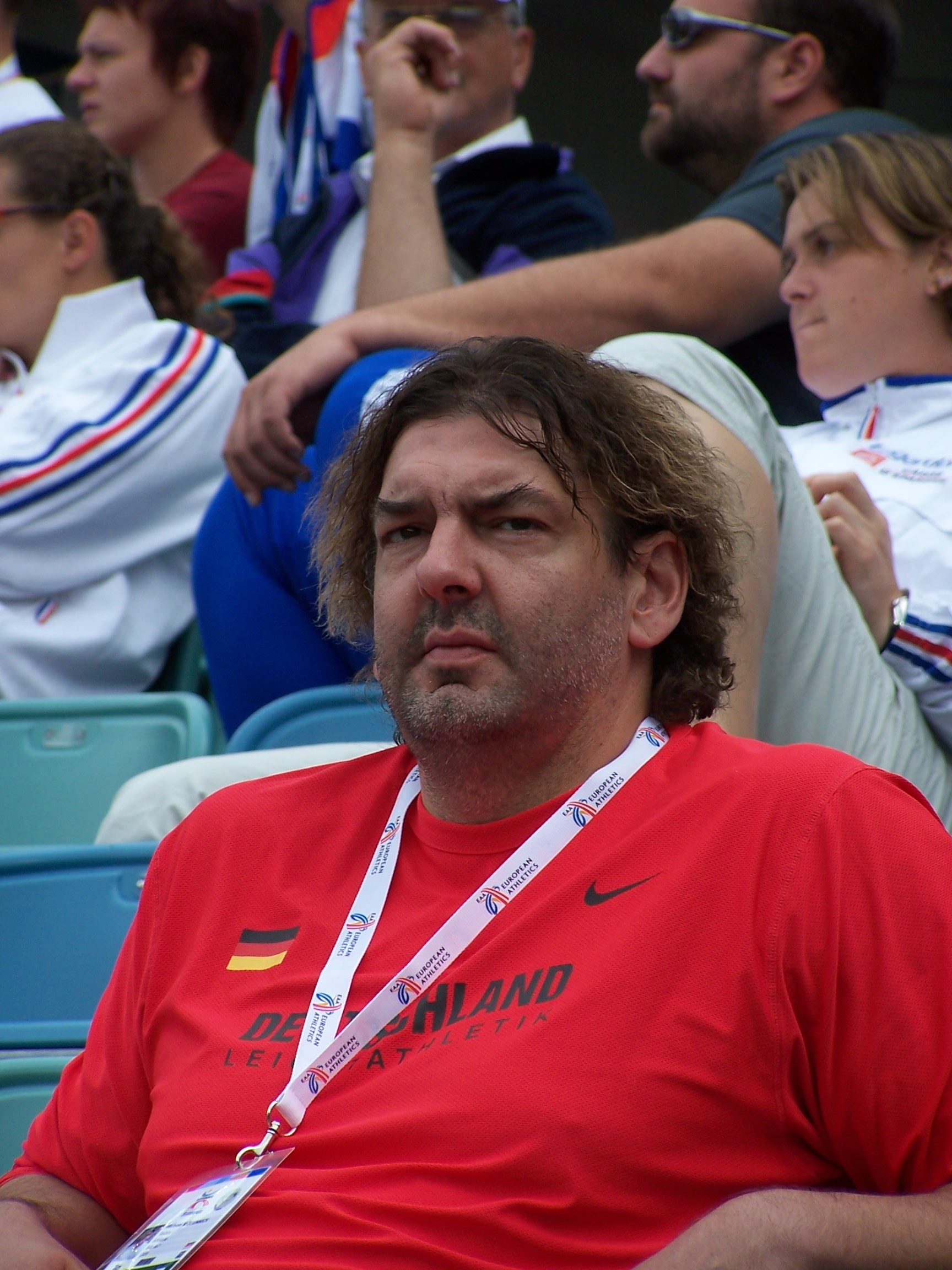
Bronzemedaillengewinner Michael Möllenbeck

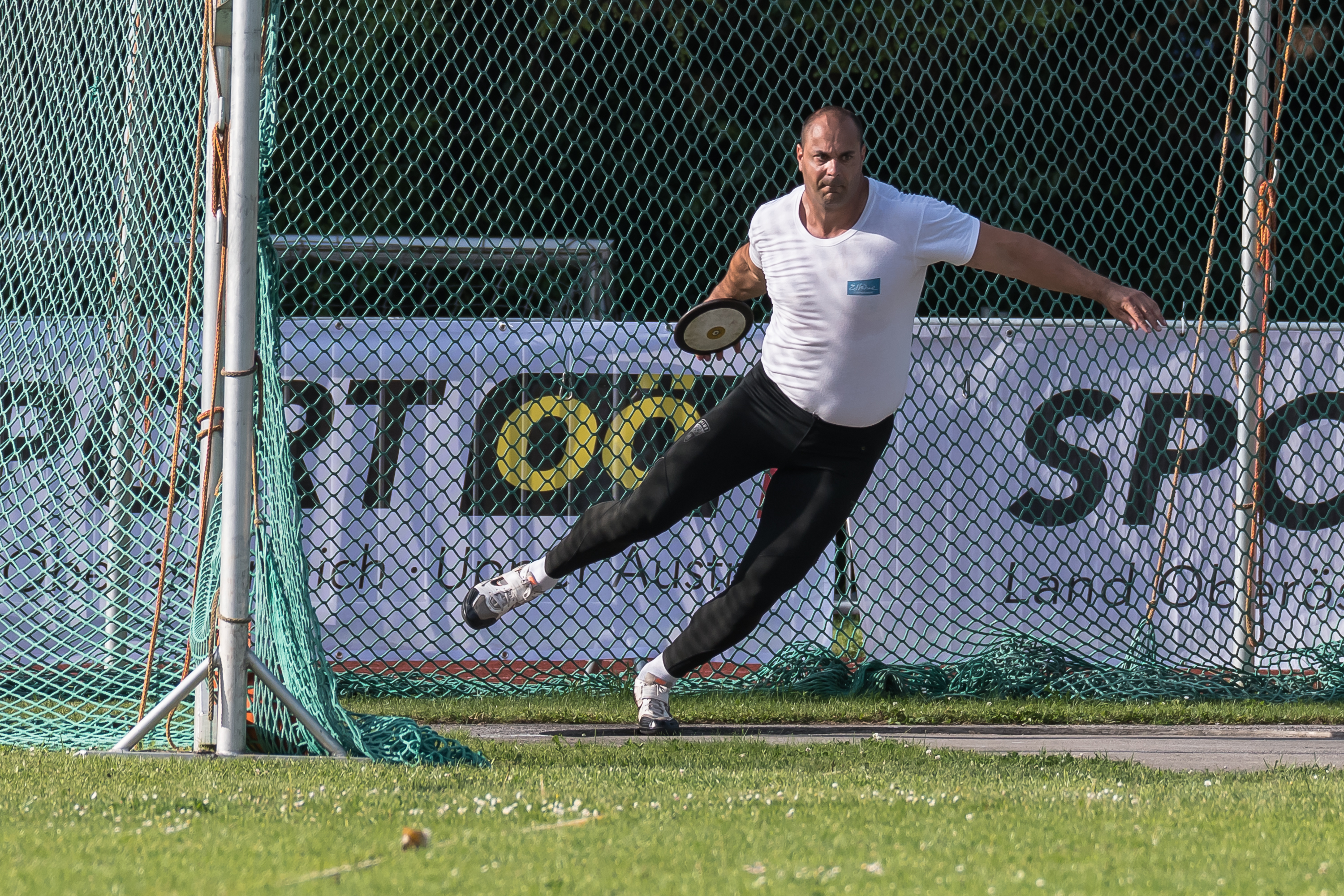
Roland Varga belegte Rang sieben
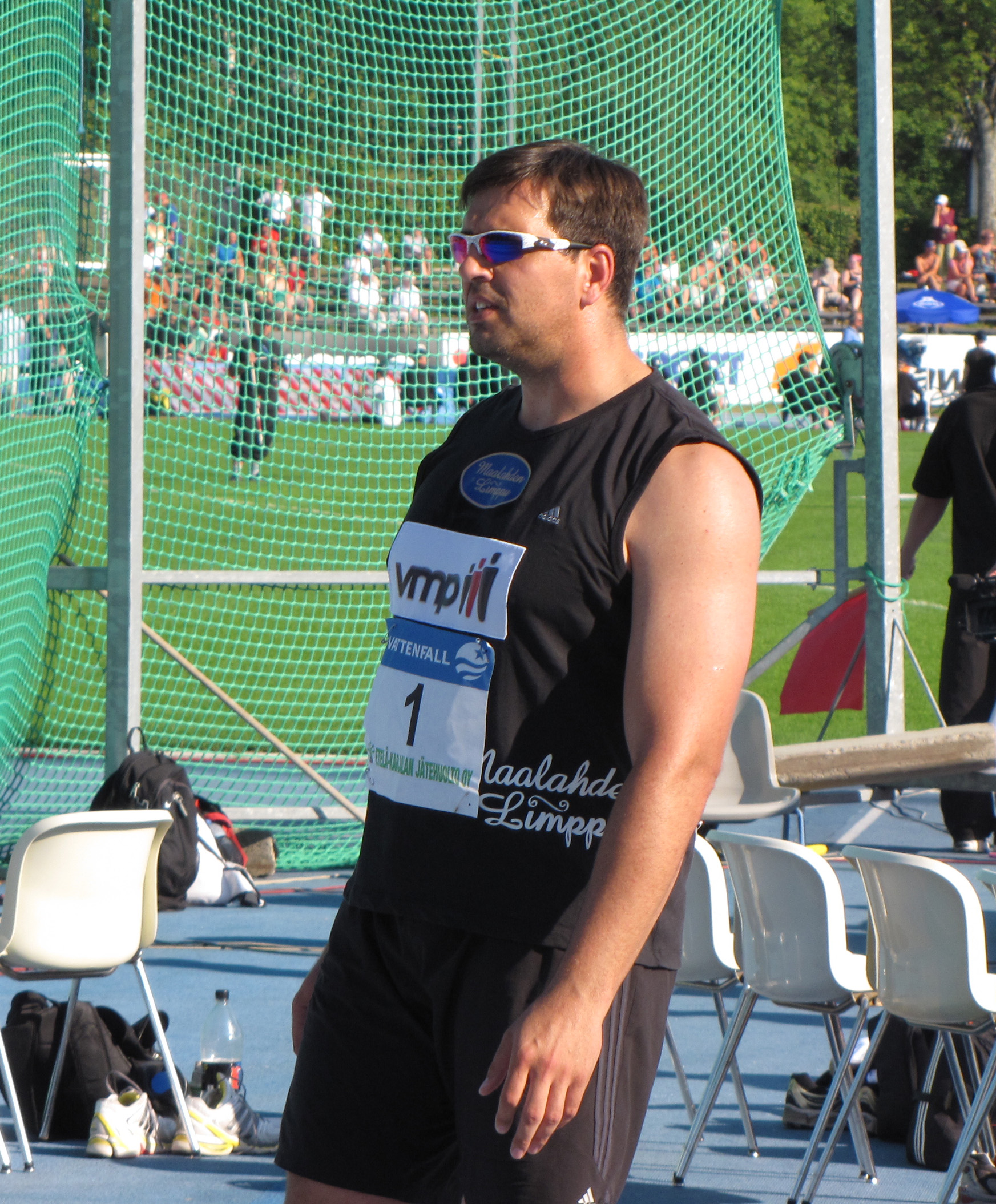
Frantz Kruger kam auf den achten Platz

## Video
- 2001 IAAF World Outdoor Championships Men's Discus Throw auf youtube.com, abgerufen am 14. August 2020